# Zsatkovics Kálmán
Zsatkovics Kálmán, Zsatkovics Kálmán György (Ungvár, 1855. október 14. – Malmos, 1920. szeptember 25.) görögkatolikus lelkész, etnográfus, író, műfordító, történész.
Középiskoláit szülővárosában és Nagyváradon, a teologiát Ungváron és Esztergomban végezte. 1881-ben nagyrákóci káplán; 1885-ben izai, 1887-ben strojnai (ma: Malmos) pap lett és a szolyvai esperesi kerület jegyzője. 1895-től az esperesi hivatal vezetője volt.
A magyarországi görögkatolikusok érdekeit képviselő Kelet című hetilap főmunkatársa (a lapot Ungváron 1888-tól 1901-ig adták ki.)
Cikkei: Századok (1884. Az egri püspökség befolyása s a munkácsi egyházmegye küzdelme e befolyás ellen. 1880. A magyarországi oroszok történetírásának története). Magyar Sion (1888. A körtvélyesi protoarchimandria tört.) Budapesti Szemle 1895. (Vázlatok a magyarországi oroszok életéből). Orosz nyelven is számos cikke jelent meg, valamint sok fordítása oroszból vidéki lapokban, de a Budapesti Hirlapban, Képes Családi Lapokban és a Vasárnapi Ujságban is. Sok dolgozata jelent meg 1887-től az ungvári naptárakban is.

## Munkái
- Malmos, beregmegyei község parasztgazdáinak monografiája (Kny. a M. Gazdák Szemléjéből). Budapest, 1900.
- Frankó Iván, Hirc és az úrfi (Családi Regénytár 19.) Budapest, év n.
- Csehov, Tarka históriák. Ungvár, 1903. (Ford.)
- Egy muszka katona elbeszélése az 1849-iki magyarországi  hadjáratról (Rasszkaz otsztavnovo szoldata) címmel lefordította Andrej Mihajlovics Fatyejev írását. Megjelent 1886-ban az Egyetértés című napilapban folytatásokban; újra megjelent 1949-ben a Két emlékirat az 1849. évi cári intervencióról című kötetben.[3]